# Аттіла Декер
Аттіла Декер (угор. Attila Decker, 25 серпня 1987) — угорський ватерполіст.
Учасник Олімпійських Ігор 2016 року.
Чемпіон світу з водних видів спорту 2013 року, призер 2017 року.